# Culver City (Kalifornija)
Culver City je grad u američkoj saveznoj državi Kalifornija. Prema popisu stanovništva iz 2010. u njemu je živjelo 38,883 stanovnika.